# Aleksandar Kolarov
Aleksandar Kolarov (în sârbă Александар Коларов, pronunțat [aleksǎːndar kolǎroʋ, alěksaːn-]; n. 10 noiembrie 1985, Zemun, RS Serbia, RSF Iugoslavia) este un fotbalist sârb retras din activitate, care a jucat pe post de fundaș lateral la echipe ca Manchester City, Roma și Lazio. Pe plan internațional, are prezențe la națională pentru Serbia U21⁠(d), Serbia și Serbia U21⁠(d). După încheierea carierei, a devenit antrenor. Deși postul său preferat este cel de fundaș stânga, Kolarov poate juca și ca fundaș central și oriunde pe flancul stâng și este cunoscut pentru urcările sale în atac, șutul puternic cu piciorul stâng și precizia cu care execută loviturile libere. În 2011 a fost numit cel mai bun jucător sârb al anului.
Kolarov și-a început cariera la grupele de juniori ale Steaua Roșie Belgrad, dar nu s-a impus și a ajuns la Čukarički în 2004. Doi ani mai târziu a ajuns la OFK Belgrad, după care a luat drumul străinătății semnând un contract cu Lazio din Serie A, cu care a câștigat Coppa Italia și Supercoppa Italiana in 2009. În 2010 a fost transferat de Manchester City, cu care a câștigat două campionate, Cupa Angliei și Cupa Ligii.
Kolarov a debutat la naționala Serbiei în 2008 și a strâns de atunci peste 80 de selecții. Kolarov a făcut parte din loturile Serbiei care au jucat la Jocurile Olimpice din 2008, Campionatul Mondial din 2010 și Campionatul Mondial din 2018.

## Cariera pe echipe
Cariera de fotbalist a lui Kolarov a început la grupele de juniori ale Stelei Roșii Belgrad, după care s-a mutat la juniorii lui Obilić.

### Čukarički
În 2004, Kolarov, în vârstă de 18 ani, s-a mutat la Belgrad pentru a juca la Čukarički în campionatul Serbiei și Muntenegrului. Semnând un contract de trei ani, a terminat sezonul 2003-2004 în cadrul echipei de tineret a clubului, iar în vara anului 2004 a fost făcut pasul către prima echipă. În cele 27 de meciuri pe care le-a jucat în sezonul de debut, tânărul a lăsat o bună impresie, dar nu a putut să-și ajute echipa să evite retrogradarea.
Kolarov a început sezonul 2005-2006 pentru Čukarički în liga a doua, dar în pauza de iarnă a făcut subiectul unui transfer controversat la echipa de prima ligă OFK Belgrad.

### OFK Belgrad
Kolarov a ajuns la OFK Belgrad în februarie 2006 și a terminat sezonul la această echipă, marcând primul său gol în prima ligă.

### Lazio
În vara anului 2007, OFK Belgrad l-a vândut pe Kolarov echipei italiene Lazio (aflată pe locul al treilea în clasamentul Serie A din sezonul anterior) pentru 925.000 €.
Primul gol al lui Kolarov pentru Lazio a venit pe Stadio Oreste Granillo din Reggio Calabria, la 30 septembrie 2007, când a dat un trasor de la 38 de metri în urma căruia echipa sa a obținut un egal cu Reggina. În primul său sezon la Roma, sârbul de 21 de ani a jucat pentru prima dată în Liga Campionilor, debutând la 24 octombrie 2007 pe terenul echipei Werder Bremen într-o victorie cu 2-1.
În cel de-al doilea sezon din Italia, Kolarov a devenit prima alegere a lui Lazio pe banda stângă a apărării, marcând un gol spectaculos împotriva lui Lecce pe Stadio Via del Mare. Kolarov avea să-și demonstreze forma bună în primul Derby della Capitale al sezonului, împotriva rivalilor de la AS Roma. Cu Lazio conducând cu 3-2, Kolarov a primit mingea din apărare de la  portarul Fernando Muslera și a continuat să alerge cu mingea la picior fără să poată fi prins. După ce a alergat 85 de metri, Kolarov l-a învins pe portarul lui Roma, Doni. La 13 mai 2009, Kolarov a jucat în finala Coppei Italia 2009 împotriva lui Sampdoria. Meciul s-a terminat cu 1-1 după prelungiri, iar Kolarov a transformat una din loviturile de departajare ale lui Lazio, ajutându-și echipa să câștige trofeul.
Lazio și campioana Seriei A 2008-2009 Inter Milano au făcut deplasarea la Beijing în august 2009 pentru a juca în Supercoppa Italiana 2009. Kolarov a câștigat trofeul pentru a doua oară, învingând-o pe Inter cu 2-1. După ce sezonul 2009-2010 s-a încheiat, Kolarov a fost curtat de mai multe echipe, printre care Manchester City și Real Madrid.

### Manchester City

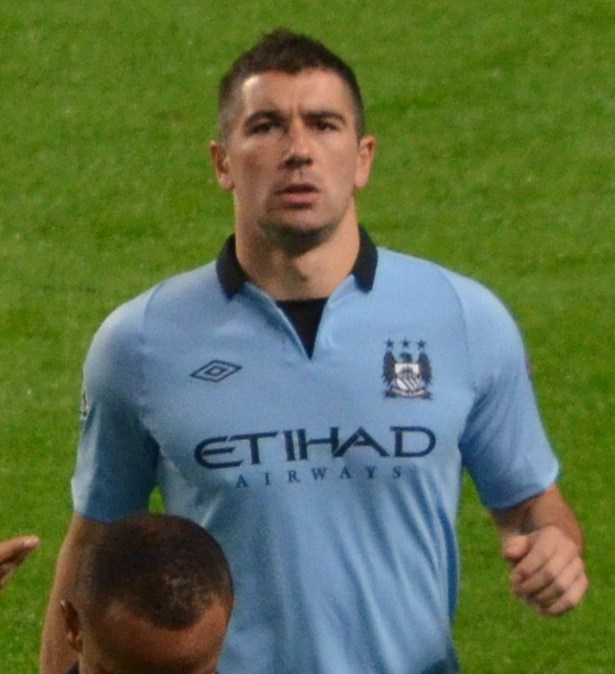
Kolarov la Manchester City în 2012.

Pe 24 iulie 2010 s-a anunțat faptul că Kolarov a semnat cu Manchester City, Lazio primind în schimbul său 16 milioane de lire sterline. La 17 august, Kolarov a debutat în Premier League în meciul cu Tottenham Hotspur de pe White Hart Lane, care s-a încheiat cu scorul de 0-0. La 18 ianuarie 2011, Kolarov a marcat primul său gol pentru echipă în victoria 4-2 cu Leicester City din Cupa Angliei, în timp ce pe 2 februarie 2011, Kolarov a marcat primul său gol în Premier League dintr-o lovitură liberă într-un meci încheiat la egalitate, scor 2-2 împotriva lui Birmingham City. El a jucat fost integralist în finala Cupei FA 2011 câștigată de Manchester City.
Sosirea lui Gaël Clichy la club în vara anului 2011 l-a trecut în plan secund pe Kolarov, care a jucat foarte puțin. La 14 septembrie 2011 a marcat golul egalizator pentru City în remiza 1-1 împotriva lui Napoli din primul meci din grupele Ligii Campionilor 2011-2012. La 1 octombrie 2011, a fost integralist în meciul cu Blackburn Rovers de pe Ewood Park în victoria 0-4 din deplasare în Premier League. La 31 martie 2012, el a mai marcat odată dintr-o lovitură liberă de la mare distanță, cu City câștigând un punct împotriva lui Sunderland acasă, după ce a revenit de la 1-3. El a încheiat acel sezon cu 12 apariții în campionat, suficiente pentru a primi o medalie; Manchester City a câștigat titlul Premier League 2011-2012 în circumstanțe dramatice în ultima zi a sezonului. La 18 septembrie 2012, a marcat dintr-o lovitură liberă într-o înfrângere cu 3-2 din Liga Campionilor cu Real Madrid. El a continuat să înscrie în meciul din Cupa Ligii cu Aston Villa, în timp ce în meciul cu Sunderland, a marcat din nou din lovitură liberă în doar cinci minute.
Kolarov a marcat din penalty în victoria lui City 3-2 asupra lui Bayern München în ultimul meci din faza grupelor de Liga Campionilor 2013-2014 pe 10 decembrie 2013, asigurându-i echipei sale un loc în optimile Ligii Campionilor pentru prima dată. Singurul gol marcat de el în sezonul 2013-2014 din Premier League a fost pe 1 ianuarie 2014, învingându-l pe portarul Gerhard Tremmel, în timp ce City a învins-o pe Swansea City cu scorul de 3-2. La 11 mai a câștigat al doilea trofeu din Premier League cu Manchester City după ce a jucat în 30 de meciuri în campionat și 44 în toate competițiile. La 12 iunie 2014, Kolarov a semnat un nou contract pe trei ani cu City până în 2017. De asemenea, el și-a schimbat numărul de pe tricou din 13 în 11.

### Roma

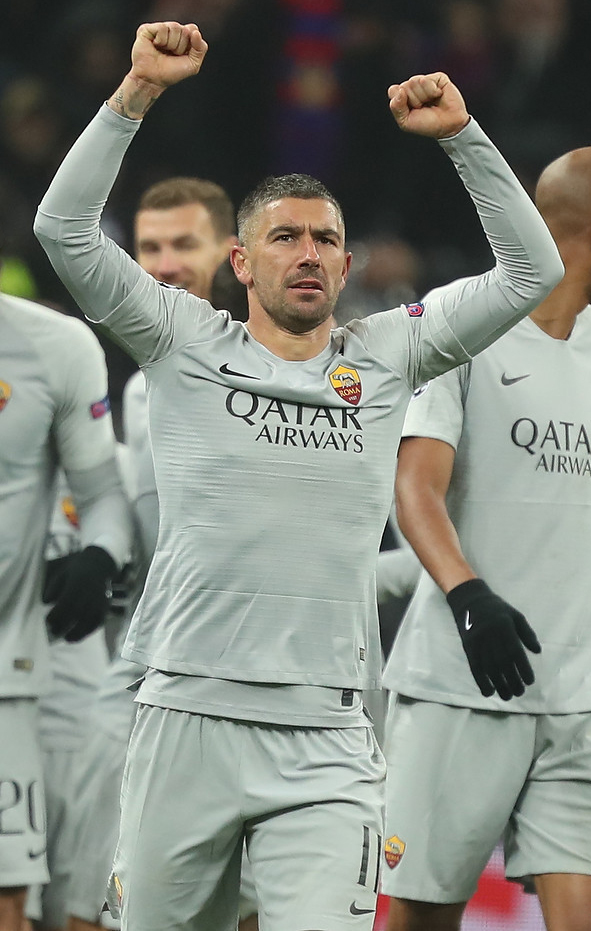
Kolarov la AS Roma în 2018

Pe 22 iulie 2017, AS Roma a confirmat că a semnat cu Kolarov un contract pe trei ani, suma de transfer fiind de 5 milioane de euro.
Kolarov a marcat la debutul său pentru club la 20 august, marcând golul victoriei în partida câștigată cu 1-0 cu Atalanta. La 18 octombrie, în Liga Campionilor UEFA, a marcat într-o partidă care s-a terminat la egalitate, scor 3-3 cu Chelsea. Patru zile mai târziu a marcat golul victoriei într-un meci încheiat scor 1-0 cu Torino.
La 26 septembrie, Kolarov a marcat primul său gol din sezonul 2018-2019 într-o victorie cu 4-0 cu Frosinone. La 29 septembrie a marcat împotriva fostului său club și rivalei din oraș Lazio într-o victorie cu 3-1, devenind doar al doilea jucător din istorie care a marcat pentru ambele cluburi într-un derby al Romei.

## Cariera internațională
Kolarov a făcut parte din echipa de succes a Serbiei sub 21, care a ajuns în finala campionatului U-21 din 2007, desfășurat în Olanda. Fiind unul din jucătorii determinanți ai echipei, Kolarov a fost numit în echipa UEFA a turneului. În meciul din semi-finale cu Belgia a marcat dintr-o lovitură liberă executată de la mare distanță.
El a reprezentat, de asemenea, Serbia la Campionatul Mondial din 2010 și a jucat un rol major în meciurile din calificări și în meciurile amicale premergătoare Campionatului European din 2012. Kolarov a fost în cele din urmă răsplătit pentru forma sa bună arătată în meciurile din anul 2011 cu premiul pentru cel mai bun fotbalist sârb al anului.
La 11 septembrie 2012, Kolarov a marcat primul său gol pentru Serbia în timpul unei victorii cu 6-1 împotriva Țării Galilor într-un meci de calificare la Campionatul Mondial din 2014. La 7 iunie 2013, a marcat împotriva Belgiei dintr-o lovitură liberă tot într-un meci de calificare la Campionatul Mondial din 2014. La 7 septembrie 2014, a marcat golul egalizator în remiza, scor 1-1 cu Franța.

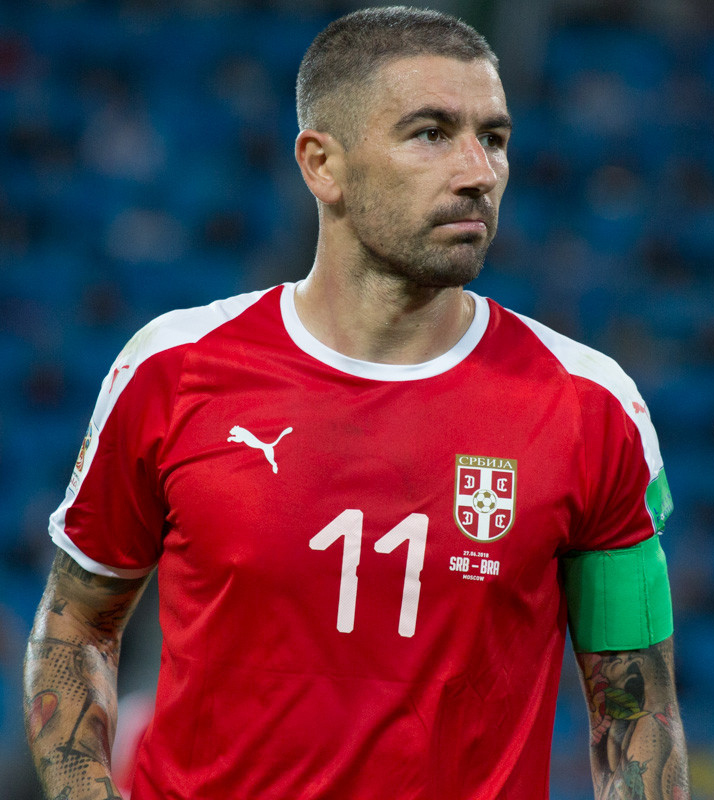
Kolarov la naționala Serbiei la Campionatul Mondial din 2018.

După ce a ajutat Serbia să se califice la Campionatul Mondial din 2018, primul lor turneu internațional după opt ani, a fost inclus în lotul definitiv de 23 de jucători pentru această competiție. Kolarov a marcat singurul gol al meciului de deschidere împotriva Costa Rica, dintr-o lovitură liberă. El a fost căpitanul Serbiei în toate cele trei meciuri din grupe.

## În afara fotbalului

### Controversă
Trecerea lui Kolarov de la Čukarički la OFK Belgrad în februarie 2006, în timpul pauzei de iarna din sezonul 2005-2006, a fost extrem de controversată. În baza unui contract încheiat cu Čukarički în acel moment, Kolarov a depus o cerere de reziliere în data de 31 ianuarie 2006 pe motiv de „expirare a contractului”, în ciuda faptului că acordul era valabil până în ianuarie 2007. La scurt timp după ce a înaintat cererea, Kolarov și-a declarat public dorința de a se alătura echipei OFK. Văzând că au avut un jucător nemulțumit, Čukarički a stabilit o taxă de transfer de 300.000 de euro pentru Kolarov, datorită faptului că mai avea un an de contractul cu clubul. OFK, la rândul lor, a ignorat pur și simplu acest fapt și a semnat fără a plăti pentru Kolarov. În următorii ani, Čukarički a trimis cazul spre judecare în cadrul Asociației de Fotbal din Serbia (FSS), unde toate plângerile oficiale au fost respinse.
Un an și jumătate mai târziu, în vara anului 2007, când Kolarov a fost vândut de OFK la Lazio pentru 800.000 de euro, președintele clubului Čukarički, Aleksandar Mihajlović, a declarat public că Kolarov „a fost furat de la Čukarički de OFK Belgrad”. Pentru această declarație, el a fost pedepsit de FSS pentru calomnie, interzicându-i pentru un an să ocupe orice funcție în fotbalul sârb.
Întregul caz Kolarov a fost prezentat la începutul anului 2008 la emisiunea de jurnalism de investigație al televiziunii B92 Insayder, care s-a concentrat asupra activităților ilicite în fotbalul sârb. Programul susține că cazul lui Kolarov a făcut parte dintr-o inițiativă amplă a președintelui FSS, Zvezdan Terzić (fostul președinte al OFK), care a asigurat că jucătorii promițători tineri vor fi semnat pentru OFK și apoi le vor umfla prețul de transfer, asigurându-se că aceștia vor juca pentru echipa națională sub 21 de ani.

### În cultura populară
În decembrie 2012, Kolarov a apărut într-un film de Crăciun încărcat pe site-ul lui Manchester City, recitând colindul „Jingle Bells“, fără expresivitate, stil care a devenit viral pe internet. Ca urmare a popularității din videoclipul de anul trecut, în decembrie 2013, Kolarov și-a prezentat versiunea sa a „Moș Crăciun vine în oraș”, care, de asemenea, a devenit popular.

## Statistici privind cariera

### Club
Din 12 mai 2019 
| Club            | Sezon         | Campionat         | Campionat | Campionat | Cupă națională | Cupă națională | Cupa Ligii | Cupa Ligii | Europa  | Europa | Altele  | Altele | Total   | Total  |
| Club            | Sezon         | Divizie           | Meciuri   | Goluri    | Meciuri        | Goluri         | Meciuri    | Goluri     | Meciuri | Goluri | Meciuri | Goluri | Meciuri | Goluri |
| --------------- | ------------- | ----------------- | --------- | --------- | -------------- | -------------- | ---------- | ---------- | ------- | ------ | ------- | ------ | ------- | ------ |
| Čukaricki       | 2004–2005     | Prima Ligă        | 27        | 0         |                |                | —          | —          | —       | —      | —       | —      | 27      | 0      |
| Čukaricki       | 2005–2006     | A Doua Ligă       | 17        | 2         |                |                | —          | —          | —       | —      | —       | —      | 17      | 2      |
| Čukaricki       | Total         | Total             | 44        | 2         |                |                | —          | —          | —       | —      | —       | —      | 44      | 2      |
| OFK Belgrad     | 2005–2006     | Prima Ligă        | 11        | 1         | 2              | 0              | —          | —          | 0       | 0      | —       | —      | 13      | 1      |
| OFK Belgrad     | 2006–2007     | Superliga Serbiei | 27        | 4         | 2              | 0              | —          | —          | 2       | 0      | —       | —      | 31      | 4      |
| OFK Belgrad     | Total         | Total             | 38        | 5         | 4              | 0              | —          | —          | 2       | 0      | —       | —      | 44      | 5      |
| Lazio           | 2007–2008     | Serie A           | 24        | 1         | 5              | 2              | —          | —          | 3       | 0      | —       | —      | 32      | 3      |
| Lazio           | 2008–2009     | Serie A           | 25        | 2         | 6              | 1              | —          | —          | —       | —      | —       | —      | 31      | 3      |
| Lazio           | 2009–2010     | Serie A           | 33        | 3         | 2              | 1              | —          | —          | 5       | 1      | 1       | 0      | 41      | 5      |
| Lazio           | Total         | Total             | 82        | 6         | 13             | 4              | —          | —          | 8       | 1      | 1       | 0      | 104     | 11     |
| Manchester City | 2010–2011     | Premier League    | 24        | 1         | 8              | 1              | 0          | 0          | 5       | 1      | —       | —      | 37      | 3      |
| Manchester City | 2011–2012     | Premier League    | 12        | 2         | 1              | 1              | 5          | 0          | 8       | 1      | 1       | 0      | 27      | 4      |
| Manchester City | 2012–2013     | Premier League    | 20        | 1         | 3              | 1              | 1          | 1          | 5       | 1      | 1       | 0      | 30      | 4      |
| Manchester City | 2013–2014     | Premier League    | 30        | 1         | 2              | 1              | 5          | 1          | 7       | 1      | —       | —      | 44      | 4      |
| Manchester City | 2014–2015     | Premier League    | 21        | 2         | 2              | 0              | 2          | 0          | 4       | 0      | 1       | 0      | 30      | 2      |
| Manchester City | 2015–2016     | Premier League    | 29        | 3         | 2              | 0              | 2          | 0          | 6       | 0      | 0       | 0      | 39      | 3      |
| Manchester City | 2016–2017     | Premier League    | 29        | 1         | 2              | 0              | 1          | 0          | 8       | 0      | 0       | 0      | 40      | 1      |
| Manchester City | Total         | Total             | 165       | 11        | 20             | 4              | 16         | 2          | 43      | 4      | 3       | 0      | 247     | 21     |
| Roma            | 2017–2018     | Serie A           | 35        | 2         | 0              | 0              | —          | —          | 12      | 1      | 0       | 0      | 47      | 3      |
| Roma            | 2018–2019     | Serie A           | 31        | 8         | 2              | 1              | —          | —          | 5       | 0      | 0       | 0      | 38      | 9      |
| Roma            | Total         | Total             | 66        | 10        | 2              | 1              | 0          | 0          | 17      | 1      | 0       | 0      | 85      | 12     |
| Total carieră   | Total carieră | Total carieră     | 395       | 34        | 39             | 9              | 16         | 2          | 70      | 6      | 4       | 0      | 524     | 51     |

1. ↑  Meciuri în Cupa UEFA
2. 1 2 3 4 5 6 7 8  Meciuri în Champions League
3. 1 2  Meciuri în Europa League
4. ↑  Meci în Supercoppa Italiana
5. ↑  Cinci meciuri în Champions League și trei în Europa League
6. 1 2 3  Meciuri în Community Shield

### Internațional
Din 17 noiembrie 2018 
| Serbia | Serbia  | Serbia |
| An     | Meciuri | Goluri |
| ------ | ------- | ------ |
| 2008   | 2       | 0      |
| 2009   | 7       | 0      |
| 2010   | 8       | 0      |
| 2011   | 10      | 0      |
| 2012   | 11      | 1      |
| 2013   | 7       | 3      |
| 2014   | 7       | 2      |
| 2015   | 7       | 1      |
| 2016   | 7       | 1      |
| 2017   | 6       | 2      |
| 2018   | 10      | 1      |
| Total  | 82      | 11     |

#### Goluri internaționale
Începând cu data de 17 iunie 2018 
| #   | Dată               | Stadion                                              | Adversar          | Scor | Rezultat | Competiție                                    |
| --- | ------------------ | ---------------------------------------------------- | ----------------- | ---- | -------- | --------------------------------------------- |
| 1.  | 11 septembrie 2012 | Stadionul Karađorđe, Novi Sad, Serbia                | Țara Galilor      | 1 -0 | 6-1      | Calificările la Campionatul Mondial din 2014  |
| 2.  | 7 iunie 2013       | Stadionul King Baudouin, Bruxelles, Belgia           | Belgia            | 1 -2 | 1-2      | Calificările la Campionatul Mondial din 2014  |
| 3.  | 10 septembrie 2013 | Stadionul Cardiff City, Cardiff, Țara Galilor        | Țara Galilor      | 2 -0 | 3-0      | Calificările la Campionatul Mondial din 2014  |
| 4.  | 15 octombrie 2013  | Stadionul orașului Jagodina, Jagodina, Serbia        | Macedonia de Nord | 3 -0 | 5-1      | Calificările la Campionatul Mondial din 2014  |
| 5.  | 26 mai 2014        | Red Bull Arena, Harrison, Statele Unite ale Americii | Jamaica           | 2 -0 | 2-1      | Amical                                        |
| 6.  | 7 septembrie 2014  | Stadionul Partizan, Belgrad, Serbia                  | Franța            | 1 -1 | 1-1      | Amical                                        |
| 7.  | 8 octombrie 2015   | Elbasan Arena, Elbasan, Albania                      | Albania           | 1 -0 | 2-0      | Calificările la Campionatul European din 2016 |
| 8.  | 29 martie 2016     | Stadionul A. Le Coq, Tallinn, Estonia                | Estonia           | 1 -0 | 1-0      | Amical                                        |
| 9.  | 2 septembrie 2017  | Stadionul Partizan, Belgrad, Serbia                  | Republica Moldova | 2 -0 | 3-0      | Calificările la Campionatul Mondial din 2018  |
| 10. | 5 septembrie 2017  | Stadionul Aviva, Dublin, Irlanda                     | Republica Irlanda | 1 -0 | 1-0      | Calificările la Campionatul Mondial din 2018  |
| 11. | 17 iunie 2018      | Samara Arena, Samara, Rusia                          | Costa Rica        | 1 -0 | 1-0      | Campionatul Mondial din 2018                  |

## Titluri

### Club
Lazio
- Coppa Italia: 2008-2009 [14]
- Supercoppa Italiana: 2009 [15]

Manchester City
- Premier League: 2011-2012, 2013-2014[53]
- Cupa FA: 2010-2011;[19] finalist: 2012-13[54]
- Cupa Ligii: 2013-2014,[55] 2015-2016[56]
- FA Shield Community: 2012[57]

### Individual
- Jucătorul sârb al anului: 2011 [58]